# Grabkreuz Kirchplatz 1 (Handwerk)

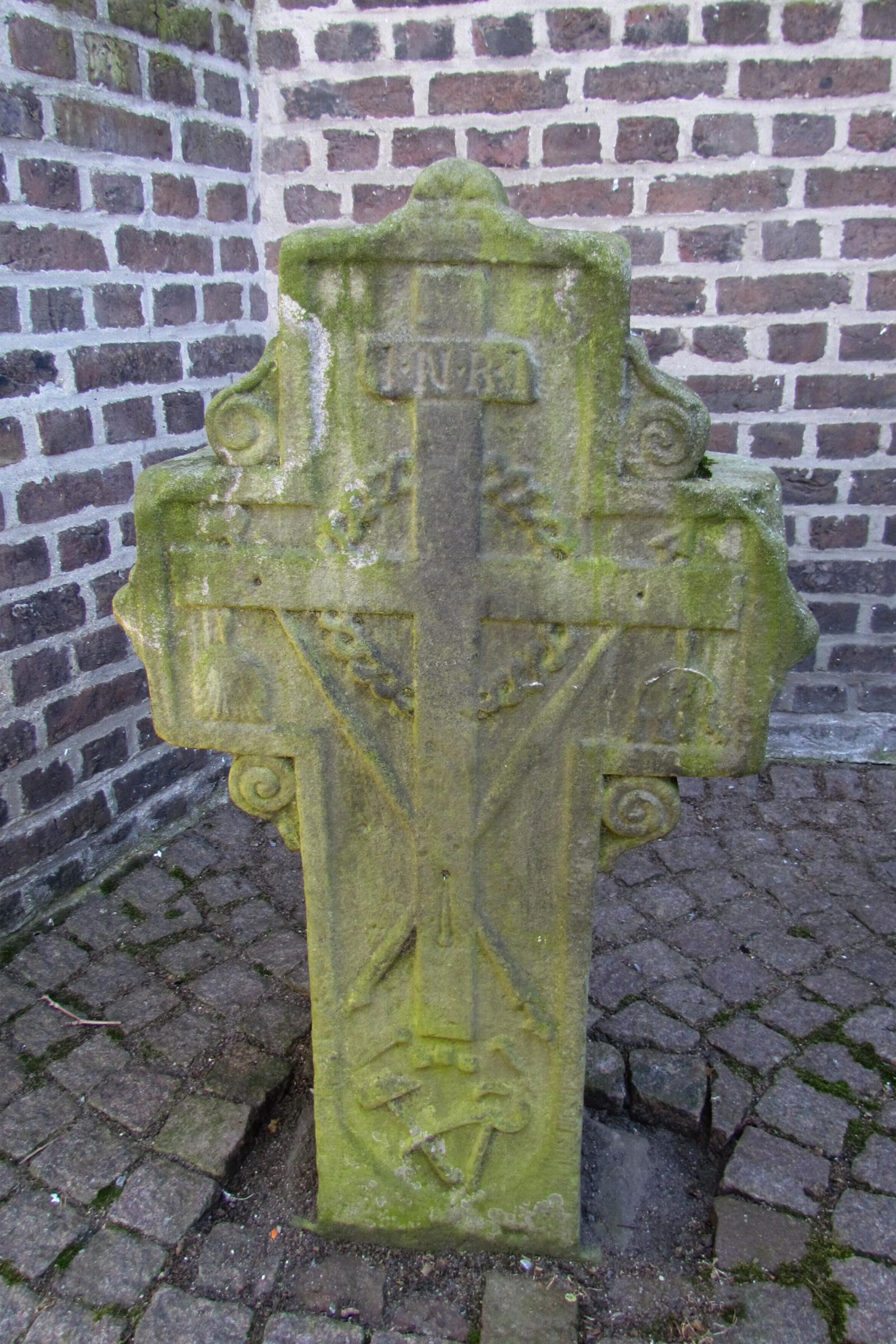
Grabkreuz an der Kirche

Das Grabkreuz Kirchplatz 1 (Handwerk) steht in Korschenbroich im Rhein-Kreis Neuss in Nordrhein-Westfalen.
Das Kreuz wurde 1708 erbaut und unter Nr. 103 am 26. Mai 1987 in die Liste der Baudenkmäler in Korschenbroich eingetragen.

## Architektur
Bei dem Grabkreuz handelt es sich um ein Kreuz aus Liedberger Sandstein von 22 cm Tiefe und 63 cm Breite aus dem Jahre 1712. Die Sichtseite ist die eigentliche Rückseite des Kreuzes. Auf der abgewandten Vorderseite befindet sich oben die  Inschrift „IHS“, unten das Bild eines Schädels mit zwei waagerechten Knochen darunter. Die Inschrift ist verwittert und nur schwer zu entziffern. Auf der zugewandten Rückseite des Grabkreuzes befindet sich ein Kreuz mit Handwerksornamenten, wie Zange, Hammer, Nieten und Nägel unter dem Kreuz und Knute und Lederpeitsche quer darübergelegt.
Das Kreuz ist von künstlerischer und volkskundlicher Bedeutung und daher als Denkmal erhaltenswert.